# 荣山镇 (抚州市)
荣山镇，是中国江西省抚州市临川区所辖的一个镇。

## 行政区划
荣山镇下辖以下村级行政区划单位
荣山社区、付家村、新安村、何岭村、娄浒村、新街村、荣山村、天泉村、旨荣村、排上村、新村、光荣村、上陈村、棠下村、莲源村、娄家村、南坑村、大雷村和小雷村。